# Heggedal
Heggedal är en kyrkby och tidigare tätort i Askers kommun i Akershus fylke i sydöstra Norge. Orten ligger vid fylkesväg 167, söder om kommunens centralort Asker. Här finns Heggedals kyrka.
Sedan 2019 räknas bebyggelsen i orten som en del av tätorten Oslo.

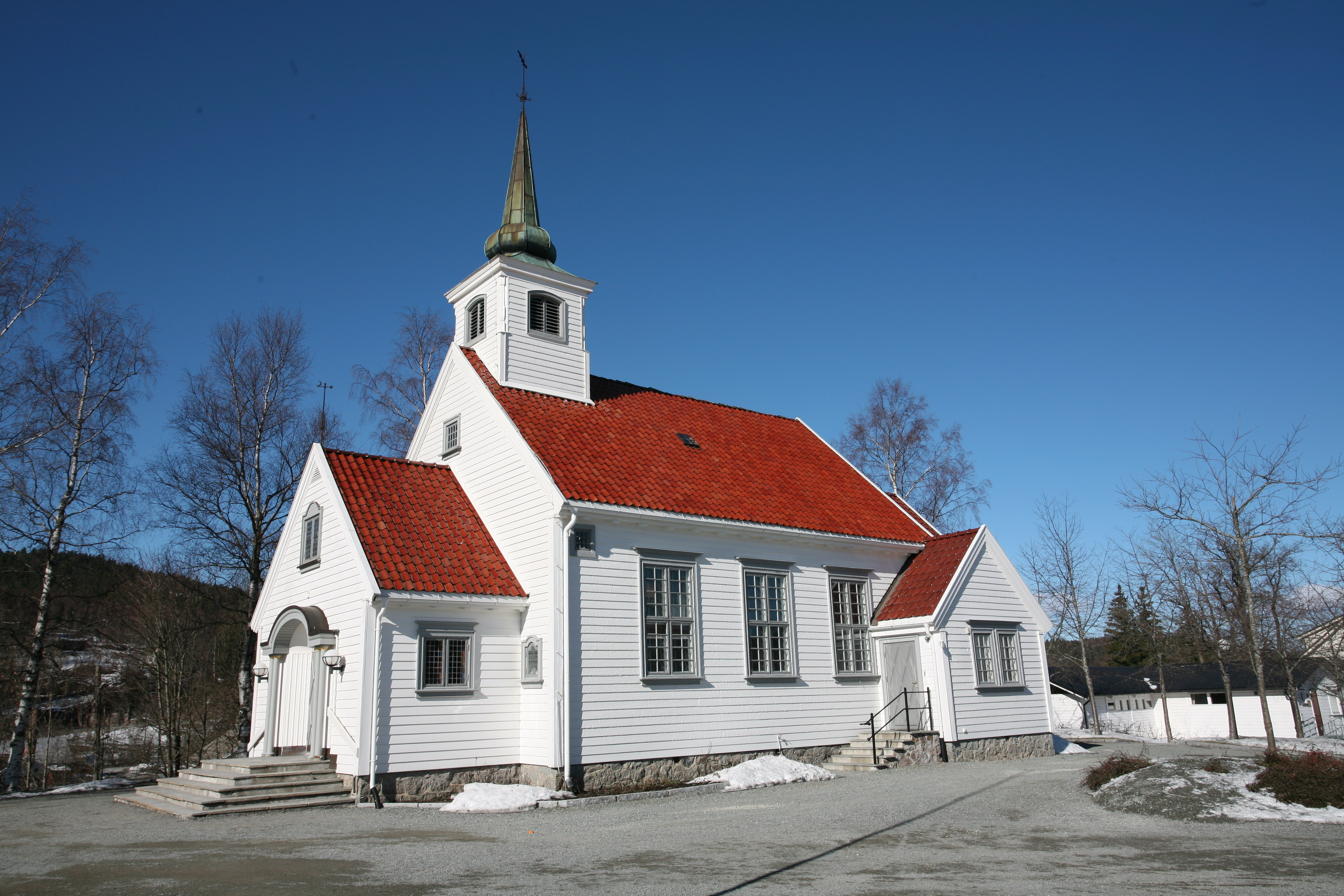
Heggedals kyrka.